# Русенко Іван Юркович
Іва́н Юрко́вич Русе́нко (19 січня 1890, с. Красна, Замішанщина — 10 січня 1960, с. Королівка Борщівського району Тернопільської області) — український поет, художник, фольклорист, педагог. Етнічно належав до замішанців. Москвофіл. 

## Життєпис
Народився 19 січня 1890 року в с. Красна на Замішанщині.
У 1905—1912 рр. навчався в гімназії в Новому Сончі.
Після закінчення гімназії служив у австрійському війську. 
Під час Першої світової війни воював на сербському фронті, згодом, після лікування важкого поранення, на італійському фронті.
У 1922 р. закінчив вчительську семінарію в Красній, де і почав вчителювати.
У 1922—1944 рр. вчителював в польському селі Лютча біля Стрижова. В 1943 р. — у школі в села Бонарівка.
У 1945 р. виселений у СРСР, постійно мешкав у селі Королівка Борщівського району Тернопільської області. Працював вчителем (в основному вчив німецької мови) в Королівській середній школі.

## Літературна творчість

Фото молодого Івана Русенка на обкладинці книги «Русенко — Выбране», вид. 2010 р.

Обкладинка книги «Карпаторускій буквар Ваня Гунянки», видання 1931 р. (Клівленд, Лемко Паблишинг Ко)

Розпочав публіцистичну діяльність в 1912 році, в австрійському часописі «Лемко», видання якого переїхало того року з Нового Сонча до Горлиць.
Збирав лемківський фольклор, був автором сценічного твору «Вертеп в Карпатах», багатьох віршів, байок, п'єс та ін. Часто його твори друкувалися в газеті «Карпатська Русь» і календарі «Лемко» (США), тижневику «Наше слово» (Варшава). Відомий також як збирач народного пісенного фольклору лемків.
У 2010 р., з нагоди 120-ї річниці народження, було відкрито меморіальну кімнату Івана Русенка в «Руській бурсі» в Горлицях.

### «На Лемковині»
Вірш «На Лемковині» з музичною обробкою Ярослава Трохановского вважається[ким?] неофіційним лемківськи та карпатсько-русинським славнем.
| | На Лемковині, в старым краю Шумят смерекы і ялиці - Побідну пісню они грают Од Ужгорода до Шавниці. І гремит хор Карпатскых гор, В далеку даль гет плыне - В Карпатах днес народ воскрес І право його не згыне! Могучий хор Карпатскых гор Най вітер несе во вці страны, Най приде час - най уж і в нас Здоптана правда встане! На Лемковині і в Талергофі Невинна кров пролята - Най в нашых серцях на все остане Памятка - вічна і свята. |
| — Іван Русенко, Петро Трохановскій: Русенко – Выбране. Стоваришыня Лемків, Крениця – Ліґниця 2010. | |

### «Карпаторускій буквар Ваня Гунянки»
Створив «Карпаторускій буквар Ваня Гунянки» — один з перших посібників вивчення абетки лемківського (русинського) говору української мови з прикладами написання букв і зображеннями, назви яких починались на відповідну букву. Іван Русенко оформив лемківський буквар власними графічними роботами. У другій частині є прості тексти для читання.
«Ванько Гунянка» — псевдонім Дмитра Вислоцького, українського письменника, журналіста, громадського діяча; давнього приятеля Івана Русенка.

## Художня творчість

Рисунок «Лемкиня, яка сидить», Іван Русенко, 1936

Автор картин, сценічних декорацій і зарисовок з життя лемків. Деякі з них друкувалися в різних післявоєнних виданнях США і Польщі, публікувався часто під псевдонімом «Сват».
Навчав малювати дітей в селі Королівка, зокрема про це згадував з власного досвіду І. Мердак, відомий скульптор.